# Хайль, Оскар
Оскар Хайль (нем. Oskar Heil, 20 марта 1908, Лангвиден, Рейнланд-Пфальц — 15 мая 1994, Сан-Матео) — немецкий инженер-электрик и изобретатель. Он изучал физику, химию, математику и музыку в Геттингенском университете и получил докторскую степень в 1933 году за работы по молекулярной спектроскопии.

## Биография
В Геттингенском университете Оскар Хайль встретился с Агнессой Арсеньевой (1901—1991), перспективным молодым русским ученым-физиком, которая также получила кандидатскую степень. Они поженились в Ленинграде в 1934 году.
Вместе они переехали в Великобританию, чтобы работать в Кавендишской лаборатории Кембриджского университета. Во время поездки в Италию они совместно написали пионерскую работу по генерации микроволн, которая была опубликована в Германии в Zeitschrift für Physik (журнал по физике) в 1935 году. Арсеньева впоследствии вернулась в СССР, чтобы дальше работать в Ленинградском физико-техническом институте со своим мужем. Однако затем он вернулся в Великобританию сам; Арсеньевой, что работала над этой темой, не разрешили покидать страну. Вернувшись в Великобританию, Оскар Хайль работал в компании Standard Telephones and Cables.
В начале Второй мировой войны он вернулся в Германию через Швейцарию. Во время войны работал на микроволновом генераторе для C. Lorenz AG в Берлин-Темпельхоф.
В 1947 Гейл был приглашен в США. После выполнения научной работы он основал собственную компанию под названием Heil Scientific Labs Inc в 1963 году в городе Белмонт, штат Калифорния. Арсеньева осталась в Советском Союзе, где умерла в 1991 году.